# Рудольф I (курфюрст Саксонії)
Рудольф I (1284  — 12 березня 1356 , Віттенберг ) — 1-й курфюрст Саксонії у 1355—1356 роках.

## Життєпис

### Молоді роки
Походив з династії Асканіїв. Старший син Альбрехта II, герцога Саксен-Віттенбергу, й Агнеси Габсбург. Народився у 1284 або 1285 році. У 1290 році після смерті Отто III Веттіна, графа Бренського, Альбрехт II домігся від тестя Рудольфа I Габсбурга права на успадкування графства Брена, яке 1291 року передав синові Рудольфу.
У 1298 році після смерті батька став герцогом Саксен-Віттенберг. Втім через малий вік Агнеса Габсбург стала регентом. Виховувався при дворі свого стрийка Альбрехта I, короля Німеччини. У 1298 році Рудольф Асканій став ерцмаршалом Священної Римської імперії. Того ж року одружився з представницею Бранденбурзьких Асканіїв.

### Герцог
У 1302 році перебрав владу в Саксен-Віттенберзькому герцогстві. Невдовзі вступив у протистояння зі стриєчними братами Іоганном II, Альбрехтом III і Еріхом I, герцогами Саксен-Лауенбурзькими, за право брати участь в рейхстазі з обрання імператора.
У 1308 році після вбивства його німецького короля Альбрехта I підтримав кандидатуру графа Генріха Люксембурга на виборах, а потім надав йому гроші і війська для боротьби із суперниками. У 1313 році після смерті імператора Генріха VII становище Рудольфа I ускладнилося через поновлення боротьби зі стриєчними братами. На виборах 1314 року Рудольф Саксен-Віттенберг підтримав кандидатуру Фрідріха Австрійського, а його суперник Іоганн II Саксен-Лауенбург — Людвіга Віттельсбаха, герцога Баварії. Оскільки кожен з кандидатів не отримав більшість з семи голосів, то Фрідріх й Людвіг оголосили себе королями Німеччини.
У 1319 році призначається адміністратом Бранденбургу, оскільки маркграф Генріх II Асканій був досить молодим. 1320 року після смерті останнього Рудольф I висунув права на Бранденбург, які підтвердив Фрідріх III
У 1322 році в битві під Мюльдорфом Людвіг Баварський розбив війська Фрідріха Австрійського. Внаслідок цього позиції Людвіга IV значно зміцнилися, тому він відмовив Рудольфу I у правах на Бранденбург, передавши 1323 року його синові Людвігу. Втім Рудольф Саксен-Віттенберг вимушений був замиритися з Людвігом Баварським, що в 1328 році став імператором.
Після смерті дружини у 1328 році одружився вдруге — з представницею польської династії П'ястів. У 1333 році одружився втретє. 1338 році підтримав Декларацію Рензе, яку підписало ще 5 виборщиків, спрямовану на підтримку імператора Людвіга IV у боротьбі з Папським престолом. В нагороду отримав від імператора частину Лужицької марки з містами Зальцведель, Фюрстенвальд і Бєсков терміном в12 років. Водночас Рудольф Саксен-Віттенберг зумів зберегти гарні стосунки з папою римським Бенедиктом XII.
Багато уваги приділяв розвитку свого герцогства. Близько 1340 року було зведено замок Віттенбергу, який став новою резиденцією герцога. Водночас займався продажем прав на утримування ринків, карбування монети, що заклало основи комунальних структур в герцогстві. Водночас наказав вигнати жидів зі своїх володінь та заборонив застосування слов'янських мов.
У 1346 році надав підтримку при обранні богемського короля Карла Люксембурга королем Німеччини. Герцог Рудольф I був єдиним виборщиком, який був присутній на церемонії коронації Карла в Бонні. В подяку за це отримав в 1347 році Альтмарк, а кордоном між Саксен-віттенбергом і Бранденбургом стала річка Ельба. Крім того, в 1348 році, він отримав імператорське лісове господарство у Франкфурті-на-Одері.
Втім у 1350 році стосунки з імператором погіршилися, через те, що Люксембург затвердив Людвіга Віттельсбаха маркграфом Бранденбурга і Лужици. Але невдовзі Рудольф отримав від Карла Люксембурга Вальхенхоф в Празі на Малій Страні.

### Курфюрст
У 1355 році згідно з «Золотою буллою» отримав курфюрство Саксонське, яке оголошувалося неподільним. Втім вже у 1356 році Рудольф I помер. Спочатку він був похований у францисканській церкві Віттенберга, у 1883 році його труна була передана церкві Всіх Святих в Віттенберзі. Трон успадкував син Рудольф II.

## Родина
1. Дружина — Юдита, донька Отто V Асканія, маркграфа Бранденбургу.
Діти:
- Альбрехт (д/н—1329)
- Йоганн (помер дитиною)
- Анна (д/н—1329), дружина Бернгарда П'яста
- Рудольф (1307—1370), 2-й курфюрст Саксонії
- Єлизавета (д/н—1353), дружина Вальдемара I Асканія, князя Ангальт-Цербстського
- Агнеса (д/н— 1338), дружина Бернгарда III Асканія, князя Ангальт-Бернбурзького
- Отто (д/н—1350)
- Беатриса (д/н—після 1345), дружина Альбрехта II Асканія, князя Ангальт-Цербстського

2. Дружина — Кунігунда Марія, донька Владислава I, короля Польщі
Діти:
- Мешко (1330—1350)

3. Дружина — Агнеса, донька графа Ульріха фон Ліндоу-Руппін
Діти:
- Вільгельм (помер дитиною)
- Венцель (1337—1388), 3-й курфюрст Саксонії
- Гелена (д/н—1367), дружина Іоганна I фон Гардека, бургграфа Магдебургу